# 北陸学院大学短期大学部
北陸学院大学短期大学部（ほくりくがくいんだいがくたんきだいがくぶ、英語: Hokuriku Gakuin Junior College）は、石川県金沢市三小牛町イ11番地に本部を置いていた日本の私立大学である。1950年に設置され、2025年に廃止された。大学の略称は北短。

## 概観

### 大学全体
- 石川県金沢市に所在した日本の私立短期大学で、設置主体は学校法人学校法人北陸学院[1]。
- 1883年、トマス・ウィン宣教師の指導のもと、アメリカ人宣教師メリー・K・ヘッセルにより、聖書に基づく教育を4名の女子生徒に授けたことが起源となっている。
- 国内で最初に認可された短期大学149校[注 1]の1校として、1950年に1学科体制で開学した[2]。
- キリスト教精神に基づいた教育がベースとなっており、かつては女子短期大学だったが、一部男女共学を経て、現在では完全男女共学である。学科は最大で5つを擁していたが、2005年度より4学科さらに2008年度より北陸学院大学人間総合学部（旧人間福祉学科と社会福祉学科）への切り替えにより短大自体は2学科体制に縮小、現在の名称に改称された。
- さらに2022年度の入学生を最後に[注釈 1]、実質、短期大学としての使命を終えた。

### 建学の精神（校訓・理念・学是）
- 北陸学院大学短期大学部の学是は「Realize Your Mission」となっている。これはキリスト教思想における、「あなたが主なる神から与えられた使命を見つけ、実現しよう」という意味があり、金沢女学校の頃よりの教えである「主を畏れることは知恵のはじめ」にも通ずる。

### 教育および研究
- キリスト教に基づくホスピタリティを通じて、良き社会人として豊かな教養と汎用的な専門知識・技能を身につけ、地域社会に貢献できる人材を養成することをめざしている。
  - 食物栄養学科では、栄養士の養成をおこなっている。
  - コミュニティ文化学科では、英検準1級（TOEIC 750・ケンブリッジ大学英語検定準FCEレベル）取得を目標とする英語・異文化理解の専門コースを設置しているほか、図書館司書コースでは2年間で司書資格が取得できる。

### 学風および特色
- 北陸学院大学短期大学部では、北陸学院創立記念礼拝や特別伝統礼拝のほかキリスト教に係る主な教育活動として以下のものがある。
  - 毎日の礼拝：12:10 - 12:30
  - 花の日礼拝：6月第二水曜日
  - クリスマス礼拝：12月第三金曜日
  - 卒業感謝礼拝：3月卒業式前日

## 沿革
- 1884年
  - アメリカ人キリスト教宣教師メリー・K・ヘッセルにより私塾が開かれる。
- 1885年
  - 金沢女学校を創設する。
- 1886年
  - 英和幼稚園・英和小学校設立
- 1900年
  - 金沢女学校を北陸女学校に改称。
- 1903年
  - 英和小学校廃校
- 1912年
  - 英和幼稚園を北陸女学校附属幼稚園に改称。
- 1948年
  - 北陸女学校附属幼稚園を北陸学院幼稚園に改称。
- 1949年
  - 10月 文部省[注釈 2]に短期大学[注 2]の設置認可に関する申請を行う[注 3]。なお、学科・専攻は以下の通りとなっている[注 4]。
    - 保育学科 入学定員25名
- 1950年
  - 3月14日 左記を以て短期大学の設置が文部省[注釈 2]より認可される[注 5]。
  - 4月1日 左記を以て北陸学院保育短期大学が以下の学科体制にて開学する[注 6]。
    - 保育科 入学定員25名
- 1951年
  - 3月5日 学校法人北陸学院が成立する[12]。
  - 北陸学院保育短期大学保母養成所を付設。
- 1953年
  - 北陸栄養専門学院設立。北陸学院幼稚園を北陸学院保育短期大学附属第一幼稚園に改称。保育短期大学附属第二幼稚園設置。
- 1954年
  - 北陸学院保育短期大学附属彦三幼稚園設置。
  - 5月1日 学生数[13]/定員
    - 保育科 61[注釈 3]/50
- 1963年
  - 4月1日 北陸学院短期大学と改称[注釈 4]。
  - 同 以下の学科を増設する[注釈 4]。
    - 栄養科 入学定員50名

  - 5月1日 学生数[15]/定員
    - 保育科 79[注釈 3]/50
    - 栄養科 66[注釈 3]/50
- 1964年
  - 4月1日 以下の学科を増設する[16]。
    - 英語科 入学定員30名[17]

  - 5月1日 学生数[18]/定員
    - 保育科 82[注釈 3]/50
    - 栄養科 130[注釈 3]/100
    - 英語科 18[注釈 3]/30
- 1966年
  - 4月1日 栄養科を食物栄養科と改称[19]。
  - 同 既存の学科について、以下の通り増員する[注 7]。
    - 保育科 25→50
    - 食物栄養科 50→80
    - 英語科 30→50

  - 5月1日 学生数[22]/定員
    - 保育科 100[注釈 3]/75
    - 栄養科 167[注釈 3]/130
    - 英語科 85[注釈 3]/80
- 1967年
  - キャンパスを金沢市三小牛町に移転。
  - 12月28日 専攻科の設置が認められ、以下の課程を設ける[注 8]。
    - 保育専攻 入学定員30名 修業年限2年制
- 1968年
  - 4月1日 以下の学科を増設する[注 9]。
    - 教養科 入学定員50名[28]

  - 5月1日 学生数[29]/定員
    - 保育科 128[注釈 3]/100
    - 食物栄養科 176[注釈 3]/160
    - 英語科 106[注釈 3]/100
    - 教養科 40[注釈 3]/50
- 1976年
  - 4月1日 既存の学科について、以下の通り増員する[注 10]。
    - 保育科 50→100
    - 英語科 50→80
    - 教養科 50→80

  - 5月1日 学生数[33]/定員
    - 保育科 207[注釈 3]/150
    - 食物栄養科 174[注釈 3]/160
    - 英語科 162[注釈 3]/130
    - 教養科 161[注釈 3]/130
- 1977年
  - 北陸学院短期大学附属扇が丘幼稚園設置。
- 1985年
  - 5月1日 学生数[34]/定員
    - 保育科 218[注釈 3]/200
    - 食物栄養科 167[注釈 3]/160
    - 英語科 181[注釈 3]/160
    - 教養科 169[注釈 3]/160
- 1986年
  - 5月1日 学生数[35]/定員
    - 保育科 211[注釈 3]/200
    - 食物栄養科 177[注釈 3]/160
    - 英語科 178[注釈 3]/160
    - 教養科 180[注釈 3]/160
- 1987年
  - 5月1日 学生数[36]/定員
    - 保育科 216[注釈 3]/200
    - 食物栄養科 187[注釈 3]/160
    - 英語科 172[注釈 3]/160
    - 教養科 195[注釈 3]/160
- 1992年
  - 専攻科保育専攻廃止。北陸学院短期大学附属彦三幼稚園廃止。
  - 5月1日 学生数[注 11]/定員
    - 保育科 220[注釈 3]/200
    - 食物栄養科 192[注釈 3]/160
    - 英語科 192[注釈 3]/160
    - 教養科 193[注釈 3]/160
- 1993年
  - 北陸学院短期大学附属第二幼稚園を附属ウィン幼稚園に改称。
- 1999年
  - 4月1日 以下の学科を増設する[注 12]。
    - 人間福祉学科 入学定員80名

  - 5月1日 学生数[41]/定員
    - 保育科 255[注釈 3]/200
    - 食物栄養科 183[注釈 3]/160
    - 英語科 131[注釈 3]/160
    - 教養科 125[注釈 3]/160
    - 人間福祉学科 69[注釈 3]/80
- 2000年
  - 4月1日 以下、学科名の変更あり[42]。
    - 保育科→保育学科
    - 食物栄養科→食物栄養学科
    - 英語科→英語コミュニケーション学科
    - 教養科→教養学科
- 2004年
  - 4月1日 以下の学科については、この年度で学生募集を最終とする[注 13]。
    - 英語コミュニケーション学科
    - 教養学科
- 2005年
  - 4月1日 この年度の入学生より英語コミュニケーション学科が教養学科を統合し、以下の学科として再編される[43]。
    - コミュニティ文化学科 入学定員140名
- 2006年
  - 3月31日 以下の学科については左記をもって正式に廃止とする[44]。
    - 教養学科
    - 英語コミュニケーション学科
- 2007年
  - 4月1日 以下の学科については、この年度で学生募集を最終とする[注 14]
    - 保育学科
    - 人間福祉学科[注 15]

  - 北陸学院短期大学附属ウィン幼稚園を附属第一幼稚園に統合。
- 2008年
  - 4月1日 北陸学院大学短期大学部に改称[注 16]。
  - 短期大学付属の幼稚園を以下の通り改称される。
    - 北陸学院短期大学附属第一幼稚園→北陸学院第一幼稚園
    - 北陸学院短期大学附属扇が丘稚園→北陸学院扇が丘幼稚園
- 2009年
  - 4月1日 以下の学科については左記をもって正式に廃止とする[46]。
    - 保育学科
    - 人間福祉学科
- 2013年
  - 4月1日 以下、入学定員変更あり[47]。
    - 食物栄養学科 80→95
    - コミュニティ文化学科 80→65
- 2014年
  - 1月 平成26年度大学入試センター試験参加短期大学の1校となる[48]。
- 2015年
  - 1月 平成27年度大学入試センター試験参加短期大学の1校となる[49]。
- 2016年
  - 1月 平成28年度大学入試センター試験参加短期大学の1校となる[50]。
- 2019年
  - 4月1日 以下、入学定員減あり[51]。
    - 食物栄養学科 95→80
    - コミュニティ文化学科 65→40
- 2021年
  - 11月 食物栄養学科の入学定員を80→60に減員[52]。
- 2022年
  - 4月1日 この年度で短期大学としての学生募集を最終とする[注釈 1]。
- 2024年
  - 3月31日 短期大学としての使命を終える[注 17]。
- 2025年
  - 3月 北陸学院大学短期大学部廃止[53]。

## 基礎データ

### 所在地
- 〒920-1396 石川県金沢市三小牛町イ11番地

### 象徴
- 北陸学院大学短期大学部のカレッジマークは右記資料を参照のこと[注 18]。

## 教育および研究

### 組織

#### 学科
- コミュニティ文化学科 入学定員40名[52]
- 食物栄養学科 入学定員60名[52]

##### 過去にあった学科
- 保育学科 入学定員100名[注釈 5]
- 英語コミュニケーション学科 入学定員70名[注釈 6]→コミュニティ文化学科
- 教養学科 入学定員70名[注釈 6]
- 人間福祉学科 入学定員80名[注釈 5]

#### 専攻科
- 保育専攻 入学定員30名、修業年限2年制[58]

#### 別科
- なし

##### 取得資格について
免許・資格
- 栄養士：食物栄養学科
- 社会福祉主事任用資格：食物栄養学科
- 司書：コミュニティ文化学科[注 19]。
- 保育士：かつての保育科にて
- 介護福祉士：かつての人間福祉学科にて

教職課程
- 栄養教諭二種免許状：食物栄養学科
- 幼稚園教諭二種免許状：保育科（2007年度入学生まで）
- 中学校教諭二種免許状（英語）：コミュニティ文化学科[注 20]。

#### 附属施設
- ヘッセル記念図書館
- 地域教育開発センター

### 研究
- 『北陸学院短期大学紀要』[60]
- 『桐花教育研究所研究紀要』[61]

## 学生生活

### 部活動・クラブ活動・サークル活動
- 北陸学院大学短期大学部のクラブ活動
  - 体育系：バスケットボール・バレーボール・バドミントン・テニス・ソフトテニス・卓球・弓道・ダンスほか。
  - 文化系：ハンドベル・コーラス・吹奏楽・花・腹話術ほか。

### 学園祭
- 北陸学院大学短期大学部の学園祭は「栄光祭」と呼ばれ、概ね10月下旬に行われている。毎年、体育館にて、一組のアーティストを招いたコンサートを行っており、改称前の「北短祭」時代のアーティストには倖田來未や福山雅治などが登場している。また、第1回「栄光祭」（2008年）にはMEGARYUが登場した。

### スポーツ
- バスケットボール部が、北陸学院短期大学の時分に「北信越学生リーグ戦一部」で3位の成績を修めている。

## 大学関係者と組織

### 大学関係者一覧

#### 教職員
- 星野命
- 三浦正：前学長

#### 出身者
- 清原久美子（アナウンサー、英語科卒業）

## 施設

### キャンパス
- 交通アクセス
  - 金沢駅東口バスターミナル10番のりばより北陸鉄道グループバス北陸学院大学行（路線番号21）にて北陸学院大学前下車。乗車時間は約35分。
  - 大学周辺はバス以外の公共交通がないので、マイカー通学が認められている（ただし、事前に自家用車通学許可を得る必要がある）。
  - このほか、有料無料のスクールバスがある。
- 設備：本館・ヘッセル記念図書館・番匠鐵雄記念礼拝堂（チャペル）・愛真館（特別教室棟・ホワイトホール）・体育館・福祉実習棟・ライザー館・国際交流研修センターなどがある。現在は、大学と共同使用となっているが、敷地面積は100,000m²を越える。

### 学生食堂
- 北陸学院大学短期大学部の学生食堂（学食）は本館内にある。
  - 付近にある北陸学院小学校の児童が利用して給食を食べたこともある。

### 寮
- 北陸学院大学短期大学部には大学と共同で「栄光台寮」と称した学生寮があった。

## 対外関係

### 他大学との協定
- 大学コンソーシアム石川
- 放送大学[62]

### 海外大学・機関との協定
留学プログラム協定
- アイルランド
  - リムリック大学
- アメリカ合衆国
  - アンダーソン大学
  - キャピタル大学
- カナダ
  - セント・メリーズ大学
  - インターナショナル・ランゲージ・インスティテュート

### 系列校
- 北陸学院大学
- 北陸学院中学校・高等学校
- 北陸学院小学校
- 北陸学院第一幼稚園・扇が丘幼稚園

## 卒業後の進路について

### 編入学・進学実績
- 食物栄養科：島根大学・佐賀大学・茨城キリスト教大学・仁愛大学・近畿大学・くらしき作陽大学ほか
- コミュニティ文化学科：同志社女子大学・京都産業大学・東洋英和女学院大学ほか
- 保育科：聖徳大学・玉川大学・仁愛大学・清泉女学院大学・日本福祉大学・同志社女子大学・神戸女子大学・聖徳大学短期大学部、愛知文教女子短期大学専攻科など
- 英語コミュニケーション学科：東京純心女子大学・金沢学院大学・名古屋学院大学・聖和大学ほか
- 教養科：恵泉女学園大学・愛知学院大学ほか
- 人間福祉学科：東北文化学園大学・ルーテル学院大学・東洋英和女学院大学・中部学院大学・京都光華女子大学・梅花女子大学・平安女学院大学・関西福祉大学ほか